# Bye Bye Vietnam
Bye Bye Vietnam è un film del 1988, diretto da Camillo Teti.